# Schwarze Elster
Die Schwarze Elster (niedersorbisch Carny Halšter, veraltet: Carna Bytśica; obersorbisch Čorny Halštrow) ist ein 179 Kilometer langer, rechter Nebenfluss der Elbe in den deutschen Bundesländern Sachsen, Brandenburg und Sachsen-Anhalt.
Der ursprünglich stark mäandrierende Verlauf des im Westlausitzer Bergland entspringenden und bei Elster (Elbe) mündenden Flusses wurde ab der Mitte des 19. Jahrhunderts durch Regulierungs- und Begradigungsmaßnahmen stark verändert, zahlreiche Seitenarme wurden abgetrennt.
Unter anderem bis in die 1980er Jahre anhaltende starke Umweltbelastungen durch die angesiedelte Industrie führten dazu, dass der einst reiche Fischbestand der Schwarzen Elster nahezu ausgerottet wurde.

## Geographie

### Verlauf

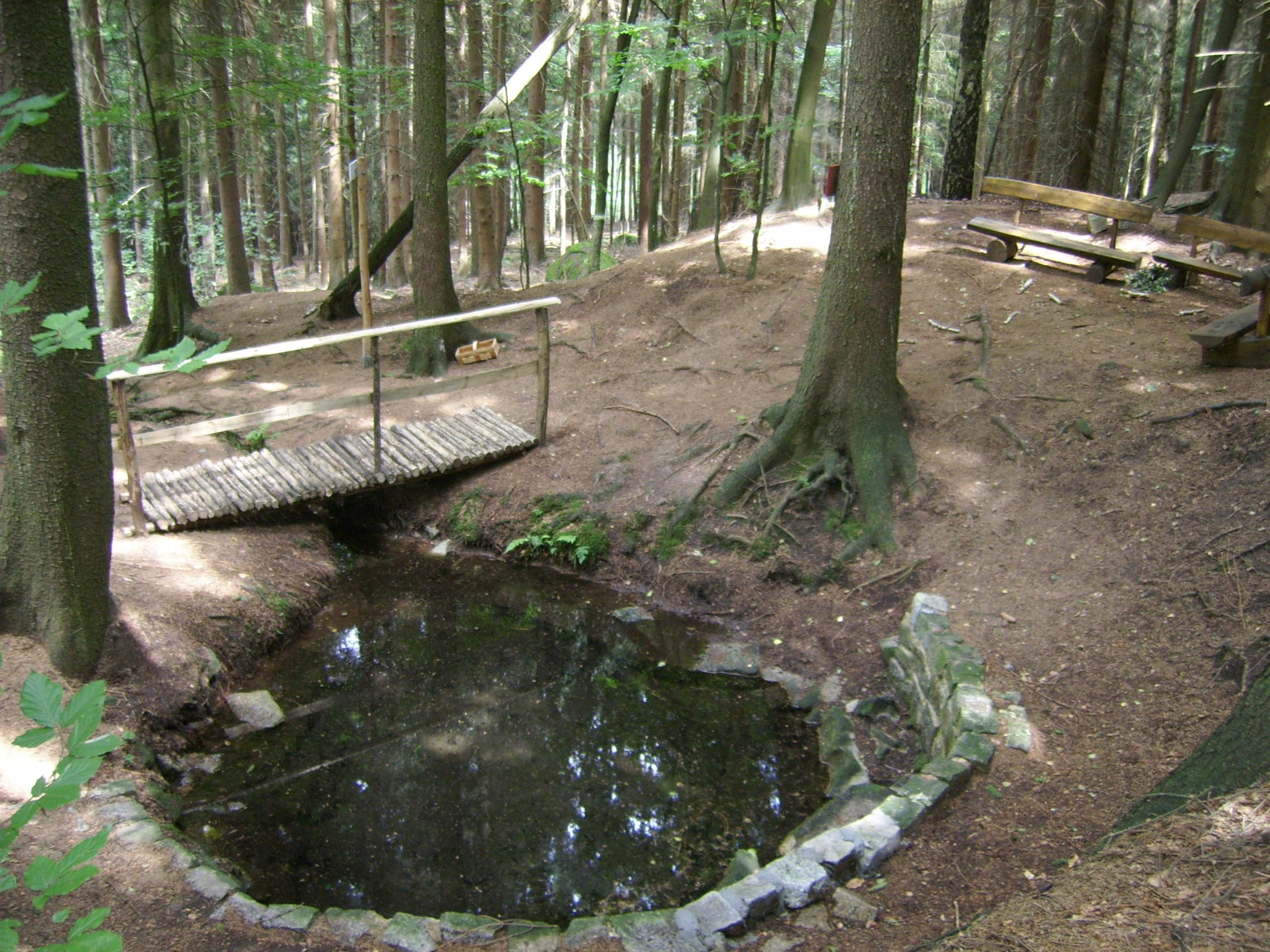
Elsterquelle bei Kindisch in Sachsen

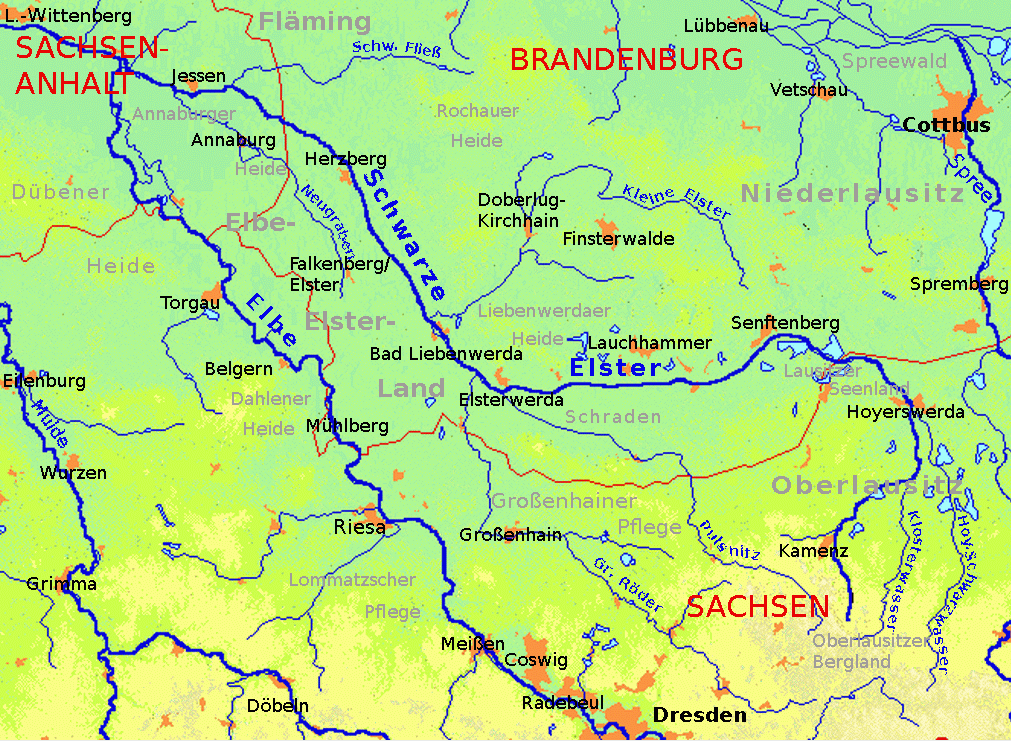
Der Flussverlauf der Schwarzen Elster

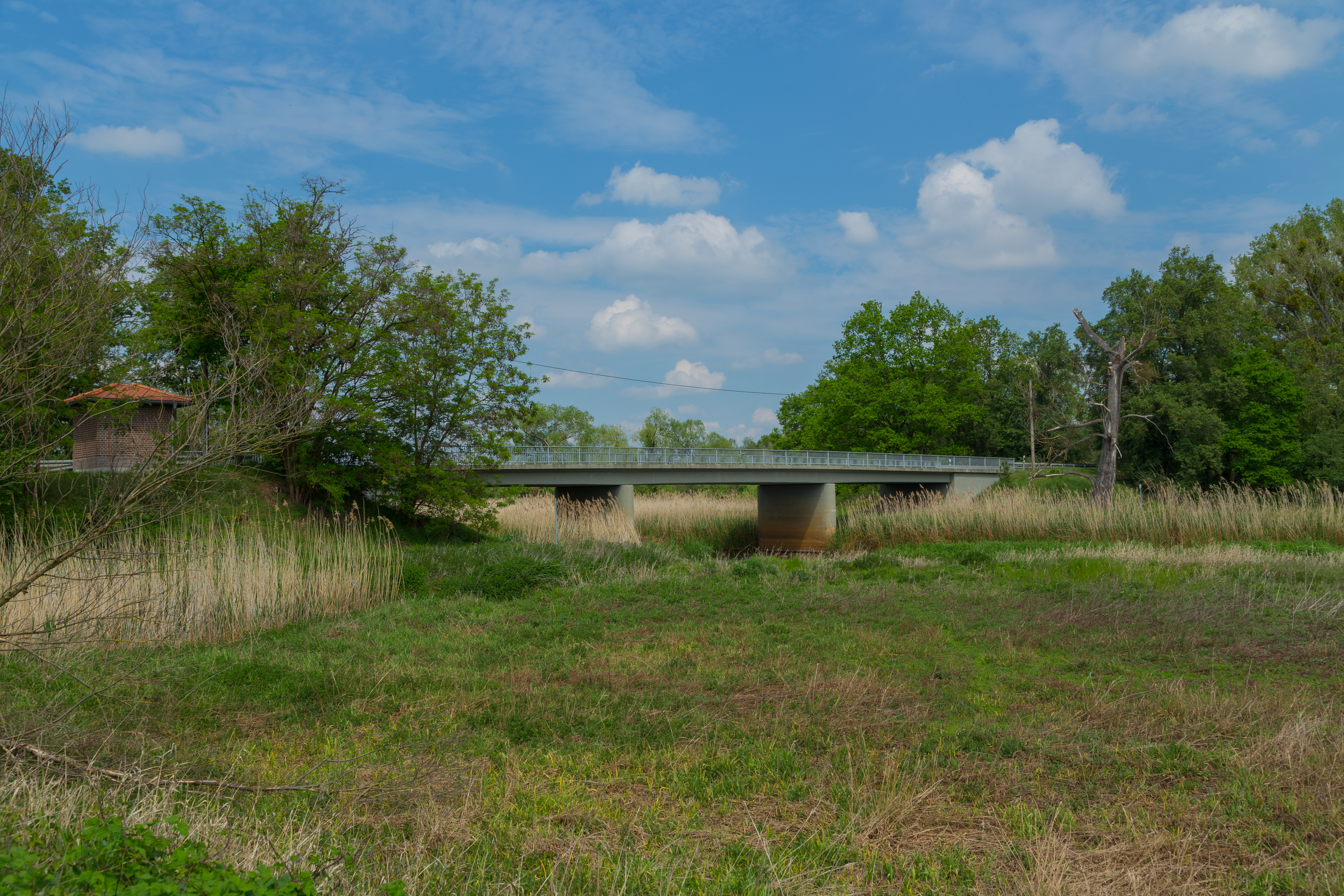
Die Brücke in Gorsdorf ist die letzte vor der Mündung in die Elbe

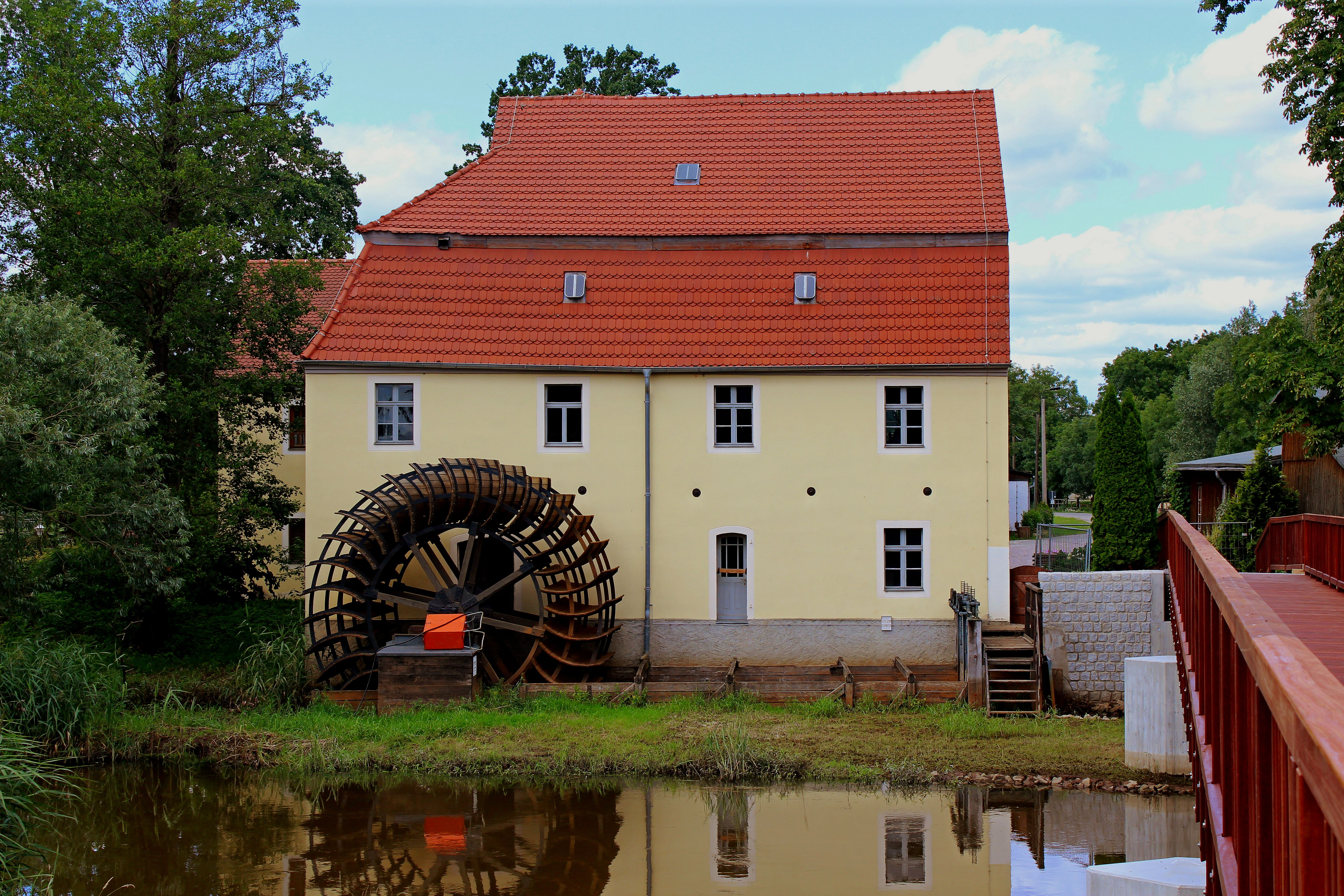
Die bereits im Jahre 1420 erwähnte Elstermühle in Plessa

Der Fluss entspringt im Lausitzer Bergland (Oberlausitz) auf einer Höhe von 317 m ü. NN an der Ostflanke der 396 Meter hohen Kuppe, eines Nebengipfels des Hochsteins.
Die Quelle befindet sich etwa 1,5 Kilometer südlich der zu Elstra gehörenden Ortschaft Kindisch. Von dort fließt die Schwarze Elster zunächst in nördlicher Richtung durch Elstra, Kamenz, Milstrich und Wittichenau. Ab Hoyerswerda fließt sie in Richtung Westen nach Elsterheide. Im weiteren Verlauf passiert sie nach 63 Kilometern die sächsisch-brandenburgische Grenze. Direkt nach der Grenze überquert die Schwarze Elster zwischen Groß- und Kleinkoschen in einem Wasserstraßenkreuz den Koschener Kanal. Dann fließt sie durch Senftenberg und Ruhland nach Lauchhammer. Dort erreicht sie mit dem etwa 15.000 Hektar umfassenden Schraden das Mündungsbiet der Pulsnitz.
Nachdem die Schwarze Elster bei Elsterwerda die mit sieben Kilometern engste Stelle des Breslau-Magdeburger Urstromtals passiert hat, schwenkt sie in nordwestliche Richtung und durchfließt in der Elbe-Elster-Niederung unter anderem die Städte Bad Liebenwerda, Herzberg und Jessen. Sie mündet bei Flusskilometer 198,5 auf einer Höhe von 69 m ü. NN nahe der Gemeinde Elster (Elbe) in die Elbe.

### Zuflüsse
Die wichtigsten Nebenflüsse der Schwarzen Elster sind das Hoyerswerdaer Schwarzwasser, die Pulsnitz, die Große Röder, die Kleine Elster sowie das Schweinitzer Fließ. Größter Nebenfluss ist die Große Röder mit 105 Kilometer Länge und einem Einzugsgebiet von über 935 km². Diese mündet bei Würdenhain linksseitig in den Fluss.
| - Kesselwasser, vor Elstra auf 197 m - Langes Wasser, in Kamenz auf 177 m - Schwosdorfer Wasser, bei Schiedel auf 144 m - Rocknitzgraben, bei Skaska auf 138 m - Vincenzgraben, bei Groß Neida auf 119 m - Kossacksgraben, bei Neuwiese auf 114 m - Schleichgraben, bei Großkoschen auf 103 m - Ruhlander Schwarzwasser, bei Ruhland auf 95 m - Sieggraben, nach Ruhland auf 94 m - Pulsnitz, bei Elsterwerda auf 88,5 m - Große Röder, bei Würdenhain auf 87 m - Alte Röder, bei Prieschka auf 86,7 m - Kleine Röder, bei Bad Liebenwerda auf 86,3 m - Neugraben, bei Grabo auf 71 m | - Jauer, bei Deutschbaselitz auf 148 m - Klosterwasser, bei Kotten auf 128 m - Ralbitzer Teichwasser, vor Hoske auf 127 m - Hoyerswerdaer Schwarzwasser, bei Hoyerswerda auf 118 m - Sornoer Elster, bei Kleinkoschen auf 102 m - Rainitza, bei Buchwalde auf 100 m - Pößnitz, bei Schwarzheide auf 97 m - Hammergraben, bei Plessa auf 90 m - Kleine Elster, bei Wahrenbrück auf 84 m - Riecke, bei Beutersitz - Kremitz, bei Mönchenhöfe auf 72 m - Schweinitzer Fließ, bei Schweinitz auf 71,3 m |

## Geologie
Das zum Lausitzer Bergland gehörende Quellgebiet der Schwarzen Elster ist gekennzeichnet durch Granite und Grauwacken des variszischen Grundgebirges. Der Anteil des Mittelgebirgsabschnittes mit einem durchschnittlichen Sohlgefälle von 10,6 ‰ ist jedoch gering. Unterhalb von Kamenz durchfließt die Schwarze Elster ein vorwiegend durch die pleistozänen Ablagerungen der Elster- und Saalekaltzeit geprägtes Gebiet. Ab Hoyerswerda bis zu ihrer Mündung in die Elbe durchfließt sie mit einem durchschnittlichen Sohlgefälle von 0,4 ‰ das 20 bis 30 Kilometer breite Lausitzer Urstromtal, ein Teil des im Warthe-Stadium der Saalekaltzeit entstandenen Breslau-Magdeburg-Bremer Urstromtales. Das Flussbett ist in diesem Bereich in fluvialen Sanden angelegt. Die Wasserscheide zum nördlich gelegenen Einzugsgebiet von Havel und Spree bildet der Lausitzer Grenzwall. Dort stehen in erster Linie glazifluviale Ablagerungen an.
Die tertiären Braunkohlenvorkommen zwischen Hoyerswerda und Lauchhammer sind von wirtschaftlicher Bedeutung.

## Geschichte

### Etymologie und Namensvetter

Stadtwappen von Elstra

Auch wenn der gleichnamige Vogel zum Teil in den Stadtwappen der am Fluss liegenden Orte dargestellt wird, hat dieser nichts mit dem Namen des Flusses zu tun. Er gehört vielmehr mit seiner Grundform Al-astra oder Al-istra zum indogermanischen el-/ol- für fließen, strömen mit der germanischen Endung -str. Flussnamen, die auf die gleiche Grundform zurückgehen, gibt es in ganz Europa (Beispiel Alster).
Mit der aus Tschechien im Elstergebirge entspringenden und in die Saale mündenden Weißen Elster kommt die Schwarze Elster nicht in Berührung. Den Beinamen weiß erhielt die Weiße Elster wegen des Schwarzbaches, der bei Adorf (Vogtland) in die Weiße Elster mündet. Allerdings findet sich auf Landkarten aus dem 17. und 18. Jahrhundert die alte Bezeichnung Weiße Elster für einen rechten Nebenfluss der Schwarzen Elster, der heute (Hoyerswerdaer) Schwarzwasser heißt.

### Geschichtlich-politische Bedeutung
Im 11. Jahrhundert war die Schwarze Elster zeitweise Grenzfluss zwischen deutschen und polnischen Herrschaftsgebieten und auch die Grenze zwischen der Niederlausitz und der Oberlausitz folgt ab Lauchhammer bis etwa Geierswalde dem Verlauf der Schwarzen Elster.
Mit dem im 12. Jahrhundert begonnenen deutschen Landesausbau entstanden entlang der Schwarzen Elster zahlreiche Burgen und Befestigungsanlagen, welche die Flussübergänge und die dort entlang führenden Heer- und Handelsstraßen schützen sollten.

### Elsterregulierung

#### Anfänge

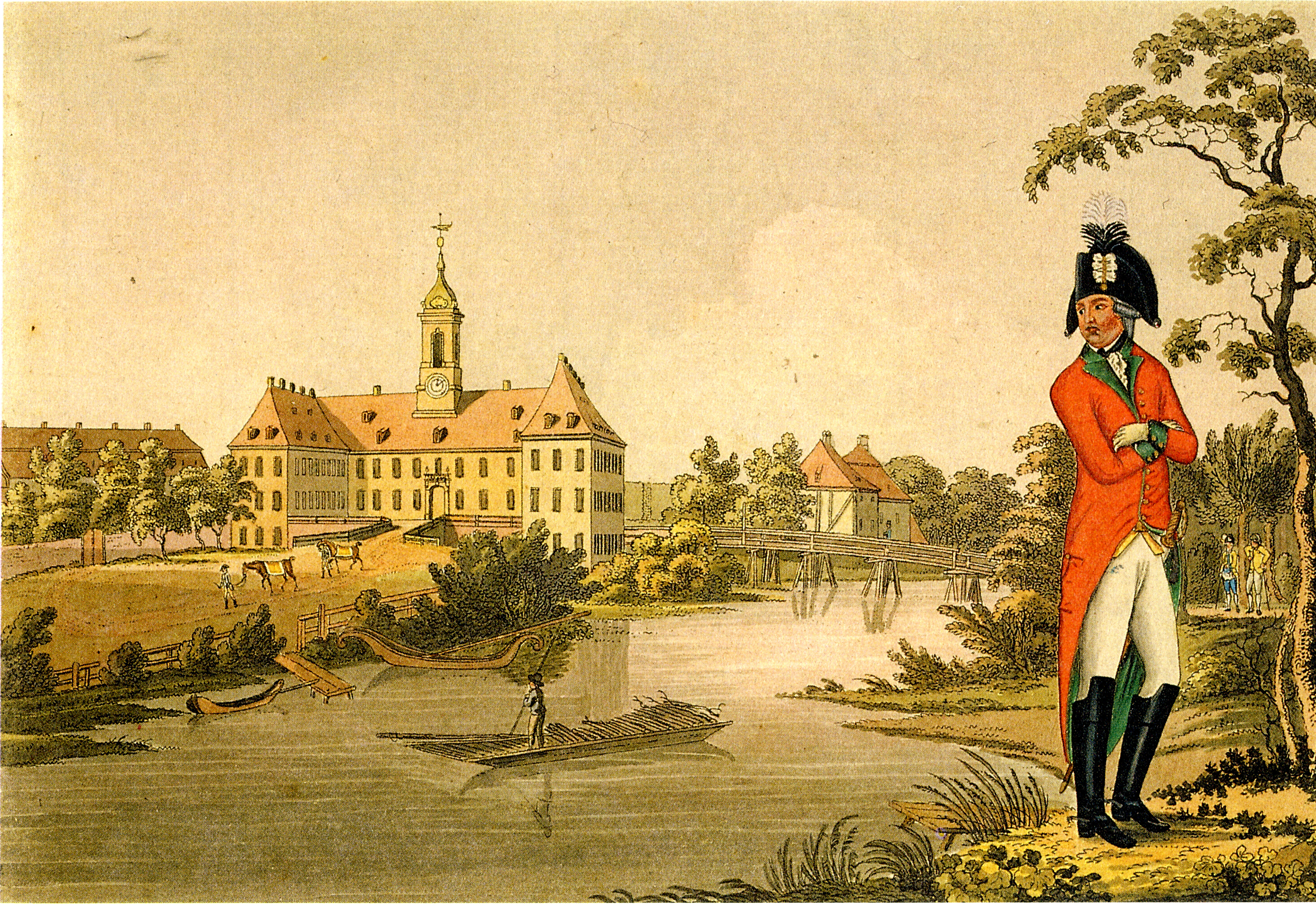
Der unregulierte Fluss in Elsterwerda im 18. Jahrhundert

Auf Klagen über Schäden durch Überflutungen an der Schwarzen Elster erfolgte im Jahr 1559 auf Anweisung von Kurfürst August von Sachsen eine erste Bereisung des Flusses. Als Ergebnis dieser ersten Inaugenscheinnahme erließ er 1561 die Verordnung von Mühlensachen (mitgeteilt im Codicis Augustei, am 11. September 1561). In dieser Verordnung wurde die Schwarze Elster in 170 Abschnitte eingeteilt. Jede der 17 Elstermühlen ab Liebenwerda erhielt die genaue Vorschrift, inwieweit das Wasser einzudämmen sei, wie hoch die Schutzbretter sein durften usw. Jede Mühle erhielt einen Eichpfahl, der für den betreffenden Flussabschnitt die Auslastung und die vorhandene Energiekapazität festlegte. Die Müller handelten jedoch oft weiterhin nach ihrem eigenen Gutdünken. Aus den sich daraus ergebenden Klagen wurde die Verordnung erweitert und 1772 das Interims-Mühlen-Regulativ für die Schwarze Elster erlassen. 42 Paragraphen legten fest, wie sich Müller und Besitzer der Mühlen bei steigendem Wasser zu verhalten hatten. Ebenso wurden die genehmigte Stauhöhe und die Strafen bei Nichteinhaltung der Vorschriften festgelegt.

#### 19. Jahrhundert, Mittellauf

Der Flussverlauf der Schwarzen Elster und ihrer Nebenflüsse zwischen Dolsthaida und Uebigau vor der Regulierung

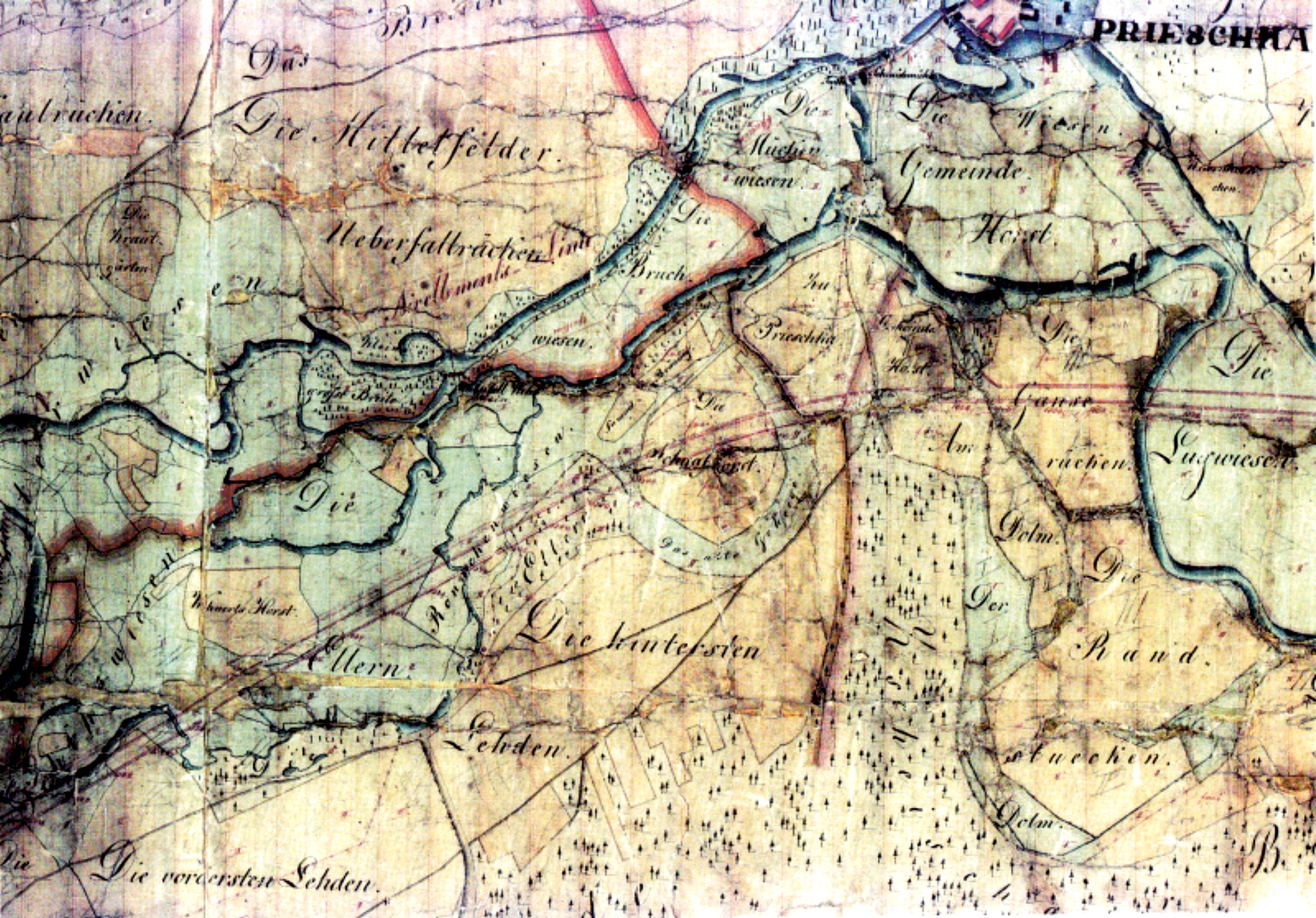
Planungskarte der Elster-Regulierung zwischen Würdenhain, Prieschka und Haida aus dem Jahr 1850

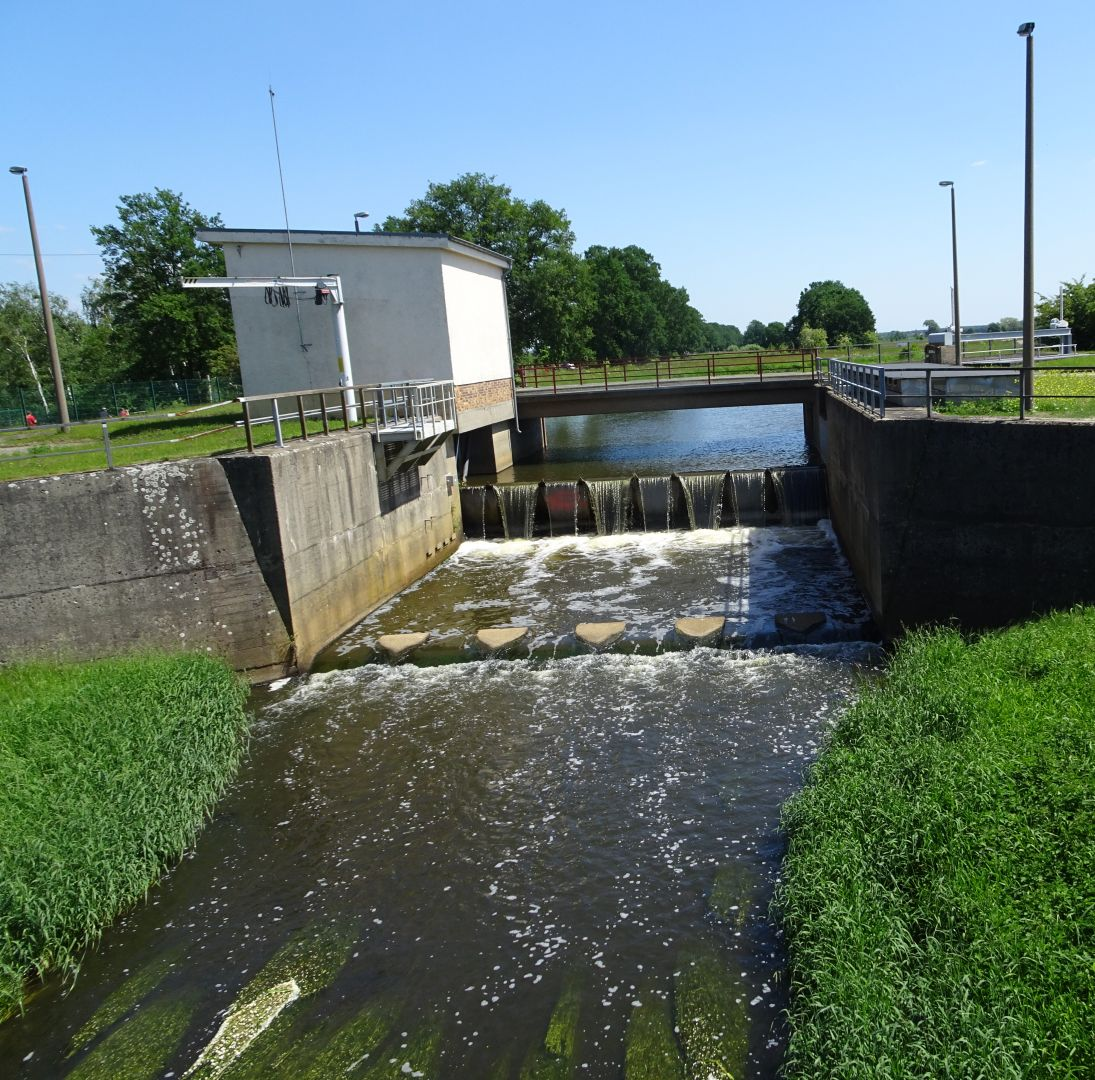
Elsterwehr bei Großkoschen

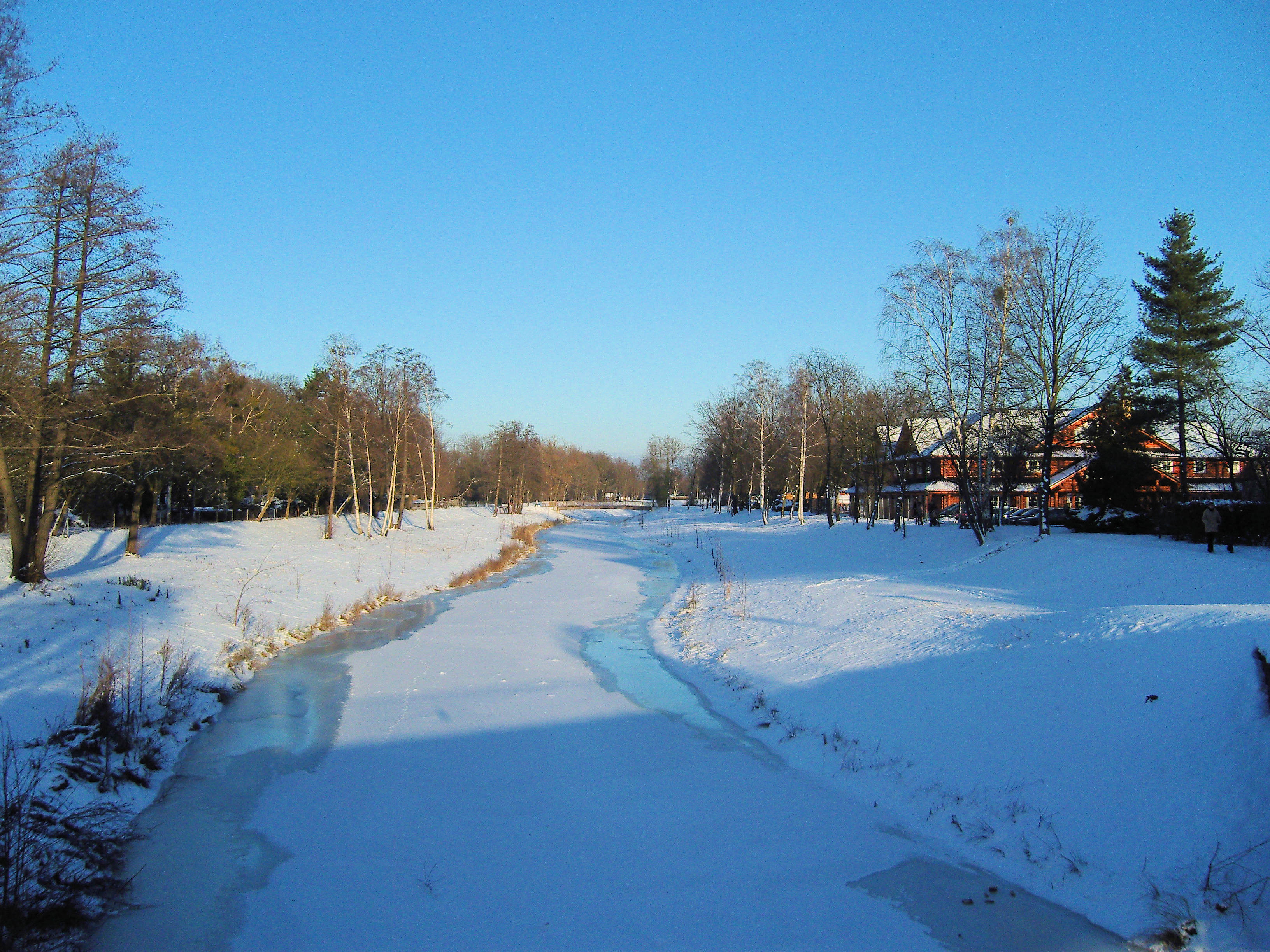
Schwarze Elster in Senftenberg

Die Eisenbahnbrücke Premsendorf kurz nach ihrer Eröffnung 1911

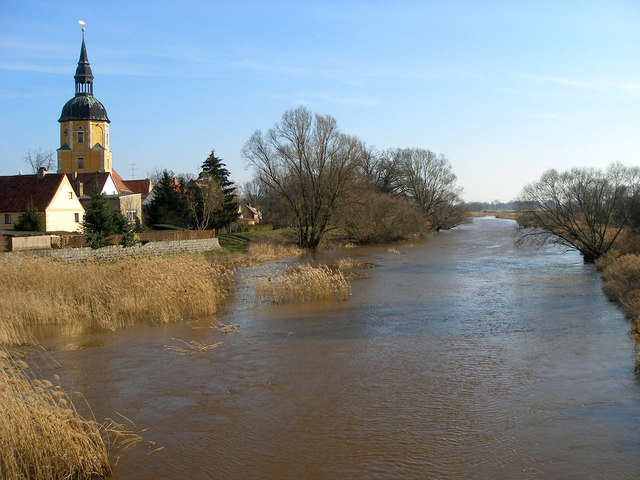
Der Fluss bei Schweinitz

Die größten Veränderungen erfuhr der Fluss im 19. und 20. Jahrhundert. Ziele waren neben der Eindämmung von Hochwasserereignissen die Steigerung von landwirtschaftlichen Erträgen und die Ableitung von Abwässern des aufkommenden Braunkohletagebaus und die Einleitungen durch die Industrialisierung.
Ursprünglich sollte im Anschluss an das im Jahr 1772 erlassene Mühlen-Regulativ für jede der Elstermühlen eine eigene Verordnung erlassen werden. Als Ergebnis des Wiener Kongresses gehörten jedoch im Jahr 1815 viele Gebiete entlang des Flusses zum Königreich Preußen, sodass es dazu nicht mehr kam. Die preußische Provinzialregierung versuchte zwar schon 1817, Pläne für eine Regulierung zu entwickeln, aber erst 1852 wurde der Verband zur Regulierung der Schwarzen Elster gegründet und das Gesetz zur Regulierung der Schwarzen Elster erlassen. Der bereits 1848 mit der Regulierung beauftragte Regierungsrat von Funck befürwortete 1850 nach einer Besichtigung des Flusses eine Melioration bis zur Elstermühle Arnsnesta. In den Jahren 1851/52 beantragten die Gemeinden Hoyerswerda und Schweinitz, dass die geplanten Maßnahmen auch für sie gelten sollten, der Beitritt wurde jedoch beiden Orten versagt, da sie sich im Vorfeld gegen eine Regulierung ausgesprochen hatten. Eine Regulierung des Unterlaufs wurde damals nicht in Betracht gezogen.
Am 10. Mai 1852 begannen 150 Mann bei Zeischa mit den ersten Erdarbeiten für den von Wasserbauinspektor Roeder geplanten 90 Kilometer langen Abschnitt zwischen Tätzschwitz und Arnsnesta. Bis ins Jahr 1855 stieg die Anzahl der beschäftigten Arbeiter auf bis zu 1400. Da dies jedoch nicht für einen zügigen Abschluss der Arbeiten ausreichte, wurde erstmals der Einsatz von Dampfbaggern diskutiert.
Verschiedene Interessenkonflikte führten immer wieder zu Verzögerungen. So beantragte 1856 die Stadt Senftenberg eine Verlegung der Fließrichtung entgegen den ursprünglichen Plänen, um die Überschwemmungsgefahr für den Ort zu reduzieren. Regierungsrat von Funck schrieb hierzu: „Die Schwierigkeiten der Elster-Regulirung werden in nicht geringem Maaße dadurch erhöht, dass die Betheiligten sich von dem Regulirungs-Plane vor seiner Ausführung kein Klares Bild machen und nun gar zu oft mit Lebhaftigkeit einen Antrag stellen und durchzuführen streben, den sie, wenn ihnen endlich gewillfahrt wird, wieder fallen lassen, um mit gleicher Lebhaftigkeit das Gegentheil ihres früheren Antrags zur Geltung bringen suchen. Zum Theil mag dies auch daher kommen, daß die Zahl der Betheiligten sehr groß ist und wie alles Irdische hin und herschwankt, auf bald die Eine, bald die andere Meinung in den einzelnen Ortschaften nach Oben kommt und dann mit allen ihr zu Gebote stehenden Mitteln sich Boden zu verschaffen sucht. So ging es vom ersten Beginn der Elster-Regulirungs-Arbeiten her und so scheint es erst mit ihrem Schlusse endigen zu wollen.“
Auch erhöhten Schäden durch Hochwasser an den zunächst unzureichend ausgeführten Deichanlagen die Kosten für den Bau und verzögerten ihn zusätzlich. Während eines Eisganges im Jahr 1861 brachen die Deiche an zehn Stellen. Ein schweres Sommerhochwasser im selben Jahr unterbrach die Arbeiten erneut. Im Jahr 1863 brach bei einer Eisversetzung ein Deich bei Herzberg. Als Konsequenz dieser Ereignisse hielt Wasserbauinspektor Roeder eine Erhöhung der Deiche für unumgänglich, schlug aber aus Kostengründen eine Vertiefung des Flussbettes vor. Bereits nach der Fertigstellung des ersten Bauabschnittes im März 1863 waren einzelne Nachbesserungen notwendig. In den Jahren 1863/64 erfolgte dann die Regulierung des Flusses zwischen Arnsnesta und Premsendorf. Dies war jedoch nur mit einer Beteiligung der damaligen Eisenbahngesellschaft an den Gesamtkosten möglich. Die Schulden des Verbandes betrugen am Ende der ersten Regulierung 808.344 Taler.

#### 19./20. Jahrhundert, Unterlauf
Bereits bei der Inkraftsetzung des Gesetzes zur Regulierung der Schwarzen Elster war festgestellt worden, dass Hochwässer durch die Begradigung des Flusslaufs dem Unterlauf schneller zugeführt würden. Neben diesen erwarteten Folgen führte ein abgesenkter Grundwasserspiegel in den regulierten Gebieten zu Einbußen in der Landwirtschaft. Die Trockenlegung ehemaliger Überflutungsflächen bedeutete große Nachteile für Flora und Fauna. Die intensiv betriebene Fischerei am Fluss erlitt erhebliche Einbußen. Eine Verstärkung des Braunkohletagebaus am Ober- und Mittellauf verschärfte die Situation am Unterlauf in den folgenden Jahren zusätzlich. Ehemals trockene Flächen waren einer dauerhaften Vernässung durch Grundwasseranstieg und Überflutung ausgesetzt.
Das Hochwasser 1895 und ein schwerer Eisgang im März 1900 sorgten letztlich für die Regulierung des Unterlaufs. Der mit dem Projekt beauftragte Meliorationsbeamte Neumann legte 1902 die Entwürfe zur Regulierung von Premsendorf bis zur Mündung vor. Die Anlieger und Interessenten wollten jedoch erst, dass nur die Mühlen und die Stauwerke abgerissen werden, um zu sehen, wie sich die Bedingungen danach änderten. Nach einem schweren Hochwasser im Jahr 1907 brachen oberhalb von Premsendorf drei Deiche, weite Überschwemmungen waren die Folge. Der damalige Landrat in Herzberg, Freiherr von Palombini, der bereits in den vorangegangenen Jahren die Elsterregulierung befürwortet hatte, bat erneut um finanzielle Beihilfen zur Verwirklichung des Projektes. Die durch das Hochwasserereignis betroffenen Gemeinden unterzeichneten eine Petition, in der sie eine schnellstmögliche Regulierung und den Kreis Schweinitz als Träger dieser Maßnahme vorschlugen. 1908 legte Neumann den überarbeiteten Entwurf zur Regulierung vor. Die Gesamtkosten sollten 400.000 Mark betragen. Nach einer ersten Bewilligung von 70.000 Mark im Jahr 1911 wurde die Eisenbahnbrücke bei Premsendorf neu gebaut. 1912 begannen erste Ausbaggerungsarbeiten in der Nähe von Gorsdorf. Bis zum Kriegsbeginn 1914 waren mehrere Durchstiche am mäandernden Flusslauf fertiggestellt. Einem sich abzeichnendem Arbeitskräftemangel wurde mit der Heranziehung von Arbeitslosen entgegengewirkt. Durch die Maßnahmen kam es zu einer merklichen Grundwasserabsenkung und deutlich schnelleren Absenkung von hohen Wasserständen. Zu einer Unterbrechung der Arbeiten kam es erst in den Jahren 1917/18 durch den kriegsbedingten Mangel an Arbeitskräften, aber auch durch einen sehr strengen Winter. Im Jahr 1921 konnten die Arbeiten bis auf den Umbau des Jessener Mühlenstaues beendet werden. Schwere Schäden durch ein Hochwasser im Jahr zuvor sorgten jedoch für Forderungen nach weiteren Ausbaumaßnahmen. So verursachten Versandungen des neuen Flussbettes immer wieder einen geminderten Wasserabfluss. Die Strecke zwischen Premsendorf und Kremitz versandete fast bis zur Uferhöhe. 1921 stellte der Meliorationstechniker Winter einen weiteren Entwurf zum Umbau des Flussbettes vor, der aber bis 1927 nicht realisiert wurde. Am 23. August 1927 begann die Nachregulierung zwischen Gorsdorf und Premsendorf mit einer Bauzeit von vier Jahren. Am Bau waren insgesamt 300 Arbeiter beschäftigt, davon 30 Kriegsgefangene. 11 der insgesamt 36 Kilometer waren im November 1928 fertiggestellt. Aufgrund der steigenden Kosten für die Regulierung wurde wiederholt eine Beteiligung des Bergbaus an den Ausgaben gefordert. Im September 1931 war der nach dem Entwurf geplante Abschnitt reguliert. Die anfangs mit den Arbeiten beauftragte Firma Ekström aus Hamburg war zwischenzeitlich in Konkurs gegangen, sodass ab 1930 die Firma Gurrels & Börner (ebenfalls aus Hamburg) den Auftrag vollendete. Insgesamt wurden 800.000 m³ Erdreich gefördert, wovon rund 150.000 in den  Deich von 20 Kilometer Länge verbaut wurden. Zur Entwässerung der abgeschnittenen Polder wurden zehn Siele und 28 Durchlässe gebaut.

#### 20. Jahrhundert, Mittellauf

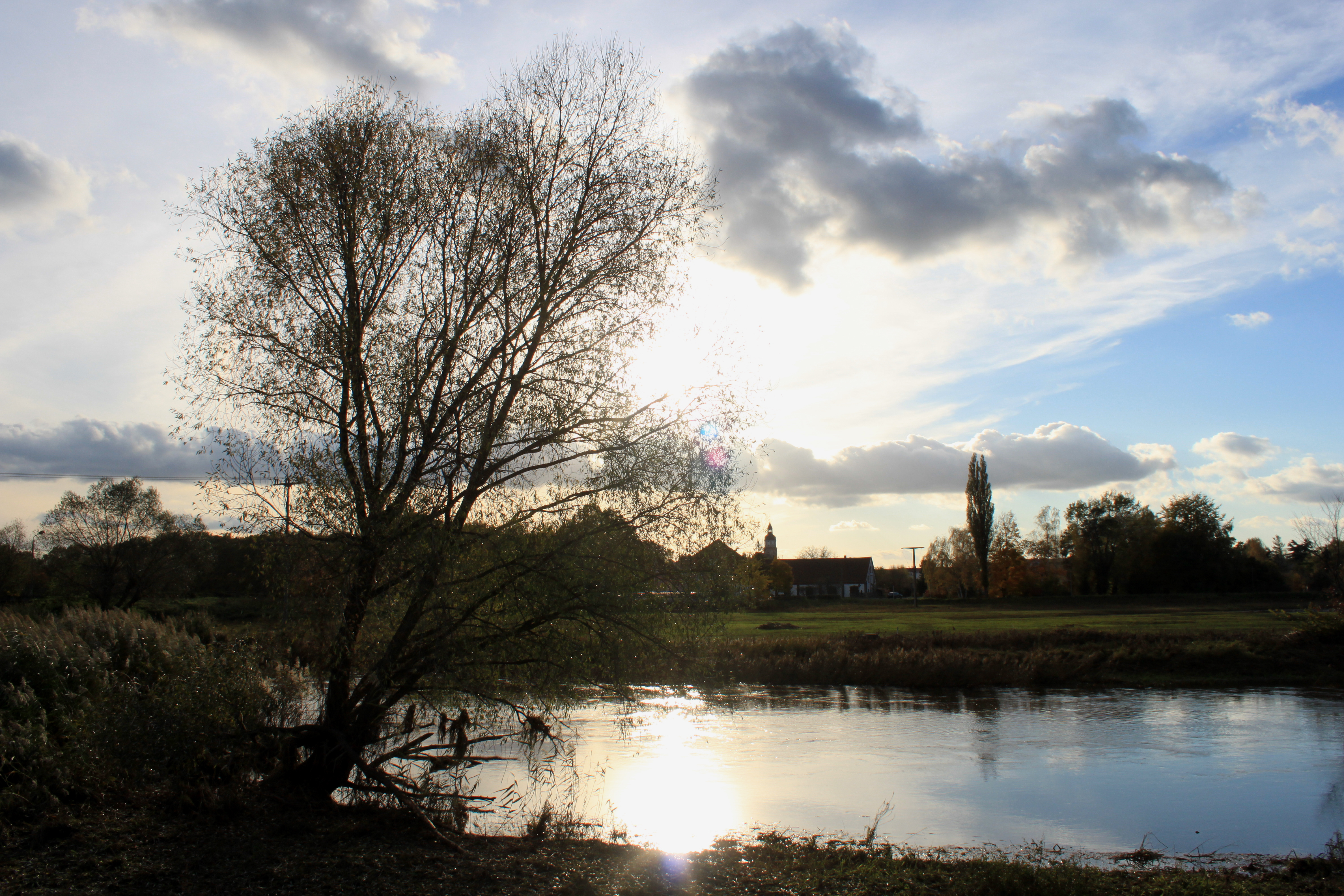
Schwarze Elster bei Herzberg

Nachdem der Unterlauf der Schwarzen Elster reguliert war, zeigte sich am Mittellauf des Flusses, dass ohne ständige Unterhaltungsmaßnahmen eine verzögerungsfreie Abführung von Hochwässern dauerhaft nicht möglich war. So führten Versandungen, Uferabbrüche und Bewuchs zur Umsetzung von mehreren Sonderplänen. Sonderplan I betraf die Strecke am Mittellauf zwischen Premsendorf und Herzberg. Die Arbeiten begannen 1930 und wurden 1931 bei Herzberg unterbrochen. 1932 trat Sonderplan II zur Räumung der Schwarzen Elster zwischen Herzberg und Bad Liebenwerda in Kraft. In den Jahren 1933 und 1935 wurden mit den Sonderplänen II und VI die erforderlichen Maßnahmen in den Bereichen zwischen Bad Liebenwerda und München sowie zwischen Bad Liebenwerda und Plessa umgesetzt. Zwischen Neuwiese und Hoyerswerda wurde der Fluss bis 1933 ausgebaut. Der verbleibende Abschnitt bis zur sächsisch-preußischen Grenze befand sich bereits in der Regulierung. Für den Abschnitt Plessa–Biehlen wurde 1935 in der Elstergenossenschaft ein Sonderplan V diskutiert. Für die Arbeiten wurden unter anderem der Freiwillige Arbeitsdienst und dessen Nachfolgeorganisation, der Reichsarbeitsdienst, eingesetzt.

#### 20. Jahrhundert, Oberlauf
Wie auch im Unter- und Mittellauf des Flusses sorgten Überflutungen für größere Schäden. Auch dort wurden der stark mäandernde Verlauf, aber auch Verbauungen durch Mühlenstaue als Ursache festgestellt. Im Dezember 1912 wurden zwei Unterhaltungsgenossenschaften auf Grundlage des sächsischen Wassergesetzes von 1909 gegründet. Deren Aufgabe war die „Unterhaltung der Schwarzen Elster und der dazugehörigen Flutrinnen, sowie der Hochwasserschutzanlagen, die Reinhaltung des Wasserlaufbettes und den Schutz der im Bereiche gelegenen Grundstücke vor Uferangriff, Überschwemmung, Eisgang und Versumpfung“ sicherzustellen. Nach dem schweren Hochwasser 1926 wurde vom Straßen- und Wasserbauamt in Bautzen der Bau einer durchgehenden Flutrinne zwischen der Landesgrenze und Jesau vorgeschlagen. Die Kosten für den Bau übernahmen zu einem Viertel (5000 Mark) die Unterhaltungsgenossenschaft, 15000 Mark wurden vom sächsischen Finanzministerium bereitgestellt. Bis auf einen Abschnitt bei Milstrich konnten die Arbeiten 1929 abgeschlossen werden. Dort hatten die Bewohner Widerspruch gegen das Vorhaben erhoben. Da aber auch keine durchgehende Flutrinne auf dem gesamten sächsischen Flussgebiet geschaffen wurde, sollte dies 1929 auf Vorschlag der Abteilung für Landwirtschaft bei der Unterhaltungsgenossenschaft durchgesetzt werden. Die Planungen wurden ab 1930 auch mit der betroffenen Bevölkerung diskutiert. Aufgrund finanzieller Schwierigkeiten konnten die Pläne vorerst nicht umgesetzt werden. Erst Anfang 1933 wurde mit Beihilfen aus dem Papen-Programm und einem Darlehen der Deutsche-Bodenkultur-Aktiengesellschaft in Berlin mit dem Bau begonnen. Der zu regulierende Flussabschnitt wurde in zwei Baulose aufgeteilt. Baulos I umfasste den Bereich zwischen Kamenz und Milstrich und wurde durch die Firma Zentra aus Dresden übernommen. Im Mai 1934 konnten die Arbeiten dort beendet werden. Die Schwarze Elster fließt seitdem nicht mehr unmittelbar an der ehemaligen Schiedeler Mühle am Ostende des Ortes vorbei, sondern 350 m weiter östlich in einem ehemaligen Graben (auf einer Landkarte von 1890 als der letzte Graben bezeichnet). Dafür wurde der Schiedeler Waldgraben nordöstlich von Schiedel über das alte Flussbett der Schwarzen Elster hinaus nach Osten bis zur neuen Mündung verlängert. Das Schwosdorfer Wasser fließt nun südlich von Schiedel teilweise im alten Bett der Schwarzen Elster, mündet aber weiterhin südöstlich von Schiedel in das neue Bett.
Das Baulos II übernahm die Firma Günther aus Dresden. Es umfasste den Teil zwischen Milstrich und der Landesgrenze. Die Firma beendete ihre Arbeiten dort am 29. März 1934. Letzte Meliorationen erfolgten im Umland bis 1935. Die gesamten Baukosten beliefen sich dort auf 907647,22 Reichsmark und wurden durch Darlehen, den Sächsischen Staat und aus dem Papen-Programm finanziert.

### Hochwasser

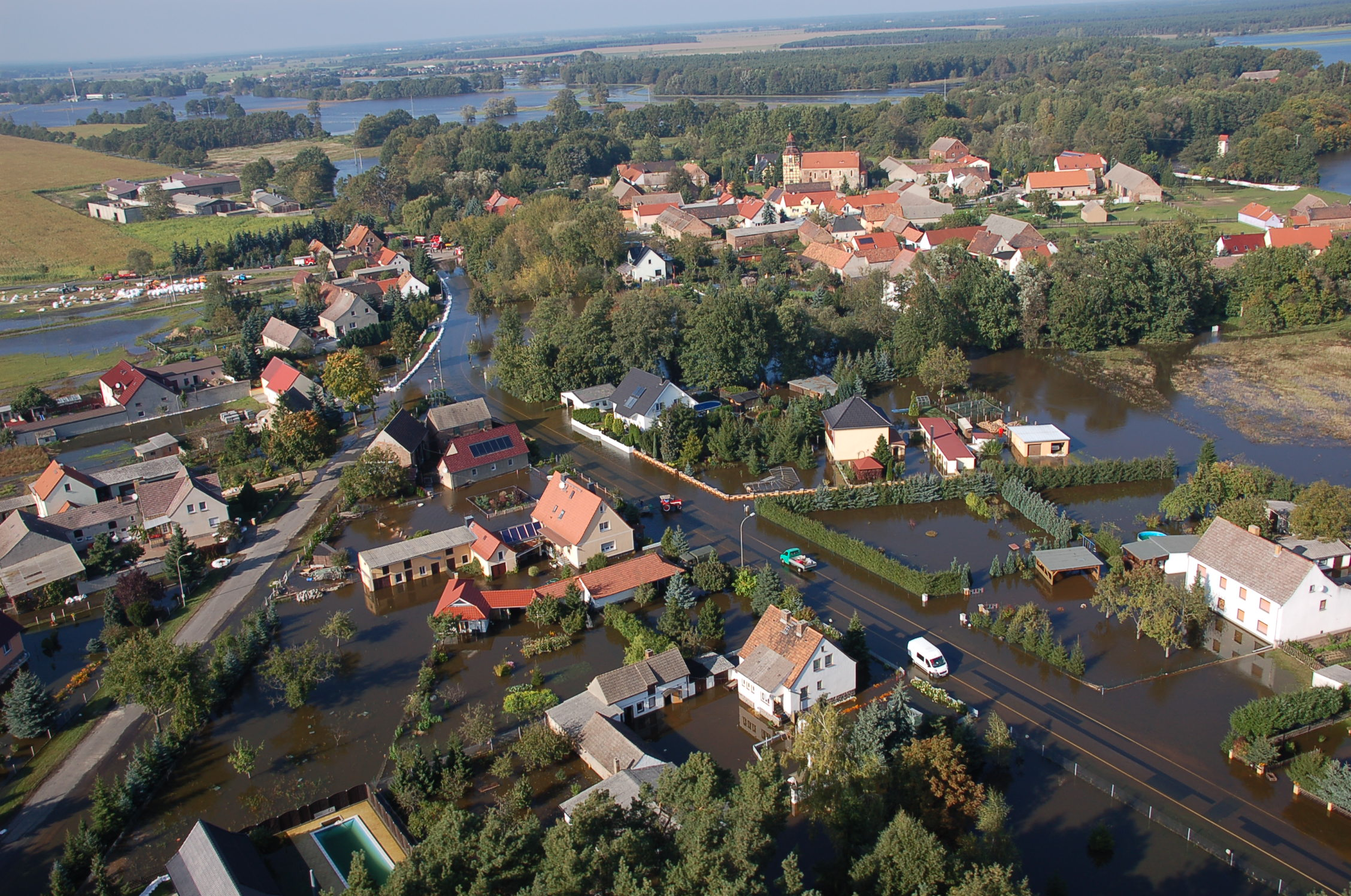
Die Elsterflut im Oktober 2010 in Löben

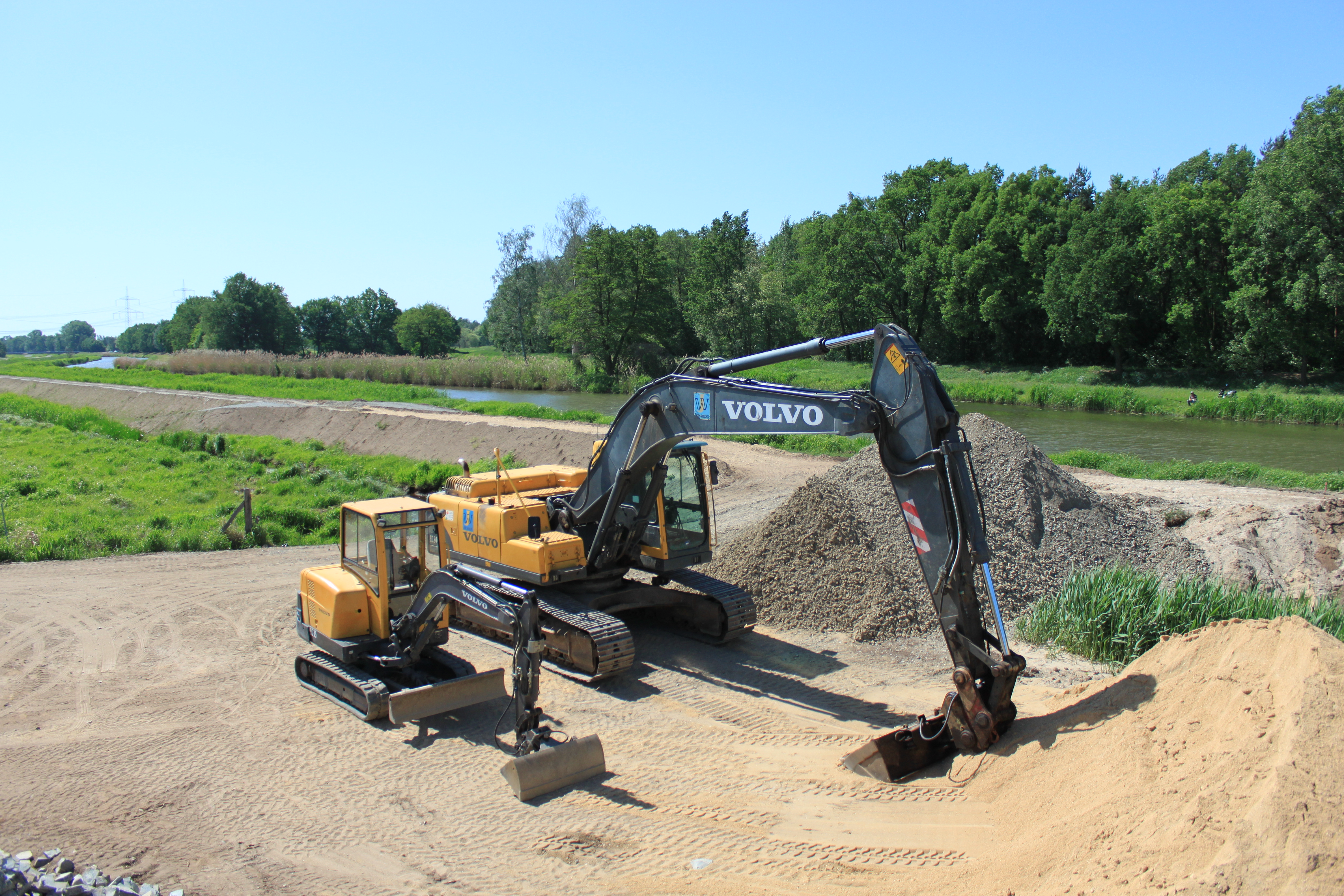
Infolge der Elsterflut 2010 notwendig gewordene Deichbaustelle bei Zeischa

Die Bewohner der Siedlungen am Fluss hatten sich schon in der frühen Neuzeit auf die alljährlich wiederkehrenden Hochwasser eingestellt. Einerseits wurden durch Nährstoffablagerungen auf den überfluteten Flächen diese fruchtbarer und für die betriebene Weidehaltung von Vieh wertvoller. Andererseits entstanden bei extremen Ereignissen schwere Schäden an Gebäuden, Menschenleben waren zu beklagen und die Saat auf landwirtschaftlich genutzten Flächen wurde durch das lange stehende Wasser zunichtegemacht. Gut dokumentiert sind Hochwasserereignisse ab etwa Mitte des 18. Jahrhunderts. In dieser Zeit wird von fünf bedeutenden Ereignissen in den Jahren 1771, 1772, 1784 1785 und 1799 berichtet, bei denen durch Dammbrüche die angrenzenden Gebiete überflutet wurden. Aus dem 19. Jahrhundert sind neben kleineren Ereignissen insgesamt 13 schwere Hochwässer bekannt mit Überflutungen in den Jahren 1827, 1830, 1831, 1845, 1851, 1854, 1861/62, 1867/68, 1871, 1880/81 und 1895.
Im 20. Jahrhundert sind Hochwasserereignisse aus den Jahren 1907, 1909, 1919/20, 1926/27 durch ihre Größe bekannt geworden.
Verheerend war das Hochwasser im Sommer 1926. Es betraf neben der Schwarzen Elster auch ihre Nebenflüsse: die Pulsnitz, die Große und die Kleine Röder sowie die Kleine Elster. Allein im Überschwemmungsgebiet des damaligen Landkreises Liebenwerda wurden in jenem Jahr zwei Drittel der Ernte vernichtet. Weiter flussabwärts wurde im Bereich Mönchenhöfe von bis zu 144 Hektar überfluteter Fläche berichtet.
Die letzten großen Hochwässer ereigneten sich 2010/11 (siehe Hauptartikel: Elsterhochwasser 2010) sowie im Jahr 2013, als die Deiche am Fluss bei Gorsdorf, Schweinitz und bei Arnsnesta linksseitig brachen. Am Fluss werden insgesamt acht offizielle Pegelstationen betrieben.

### Austrocknen 2018–2022

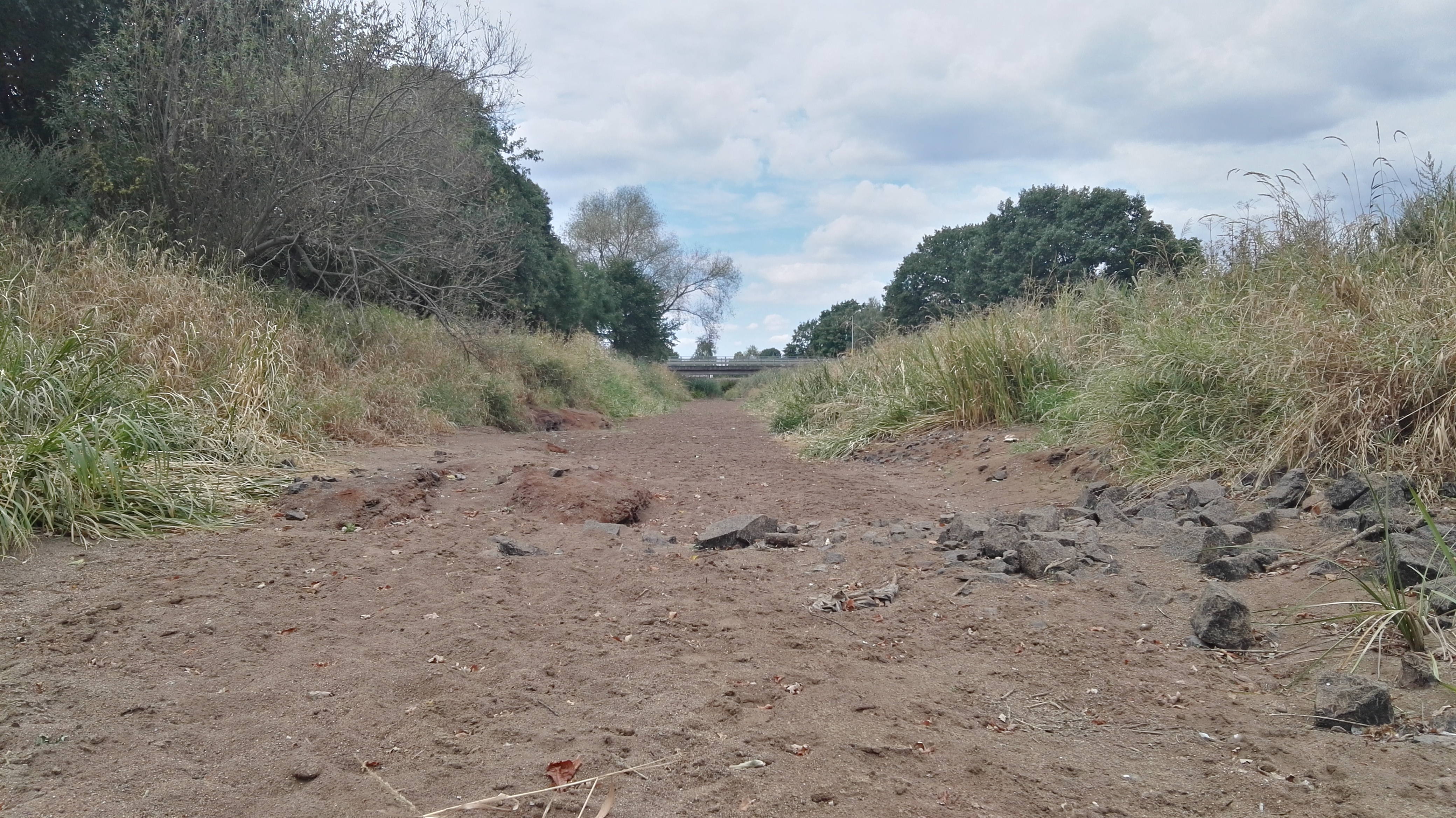
Ausgetrocknetes Flussbett bei Senftenberg im August 2018

Im August 2018 trocknete der Fluss aufgrund der außergewöhnlich heißen und trockenen Wetterlage auf einer Länge von viereinhalb Kilometern zwischen dem Wehr in Kleinkoschen, wo Wasser für die Tagebauseen abgeleitet wird, und dem Zufluss der Rainitza in Senftenberg komplett aus. Während der Hitzewelle 2019 trocknete sie bereits Ende Juni/Anfang Juli auf mehreren Kilometern aus. Das Fischsterben wurde durch die Installation der EUGAL-Pipeline mitverursacht. Auch im Sommer 2020 fiel der Flusslauf der Schwarzen Elster trocken, diesmal erst Anfang August, jedoch bereits ab Hoyerswerda. Auch während der schweren Dürre 2022 trocknete der Fluss wiederholt aus.
Am ebenfalls immer häufiger trockenfallenden Quelltopf zeigt sich auch die Trockenheit im Quellgebiet.

## Ökologische Situation
→ Siehe auch: Liste der Gewässer in Sachsen, Liste von Flüssen und Kanälen in Brandenburg, Liste der Gewässer in Sachsen-Anhalt

### Wassergüte und Gewässerstruktur
Nach dem Rückgang des Braunkohletagebaus und einer deutlichen Verringerung der Einleitung von Abwässern der Industrie wurde in den Jahren nach 1990 eine Verbesserung der Gewässergüte festgestellt. Einer sich abzeichnenden Verringerung des Sauerstoffgehaltes durch jetzt häufiger auftretende Niedrigwasser im Sommerhalbjahr wurde mit dem Einbau von Sohlschwellen im Flussbett entgegengewirkt. Gleichzeitig sollten diese die Gewässerstruktur verbessern. In der biologischen Gewässergütekarte der Bundesrepublik Deutschland wird die Schwarze Elster als mäßig belastetes Gewässer ausgewiesen. Dies entspricht der Güteklasse II. Die Gewässerstruktur wird im Gewässergüteatlas mit den Strukturklassen 3 (mäßig verändert) bis 5 (stark verändert) beschrieben.

### Renaturierung, Revitalisierung
Die Schwarze Elster gilt als einer der am meisten eingeengten Flüsse Mitteleuropas. Erste Maßnahmen zur Revitalisierung des Fließgewässers waren die im Unterlauf eingebrachten Sohlschwellen. Am 27. September 2007 fand die erste Schwarze-Elster-Konferenz unter dem Motto Aqua est vita – Wasser ist Leben statt. Nach der zweiten Konferenz am 17. November 2008 wurde im März 2010 eine Arbeitsgemeinschaft Schwarze Elster gegründet, die die Renaturierung nach den Erfahrungen bei der Kleinen Elster umsetzen will. Weitere Renaturierungsvorhaben in der Schwarze-Elster-Niederung begannen am Altwasser Borken im Dezember 2008. In den darauffolgenden Jahren wurden Vorhaben dieser Art am Alten Hechtzug bei Elsterwerda, am Krebsscherenaltarm Neumühl und am Altwasser in den Langennaundorfer Elsterbrüchen umgesetzt. Nach dem Elsterhochwasser 2010 begannen umfangreiche Planungen zum Hochwasserschutz und zu einer damit möglichen Revitalisierung einzelner Flussabschnitte.

## Naturräume, Naturschutz, Flora und Fauna

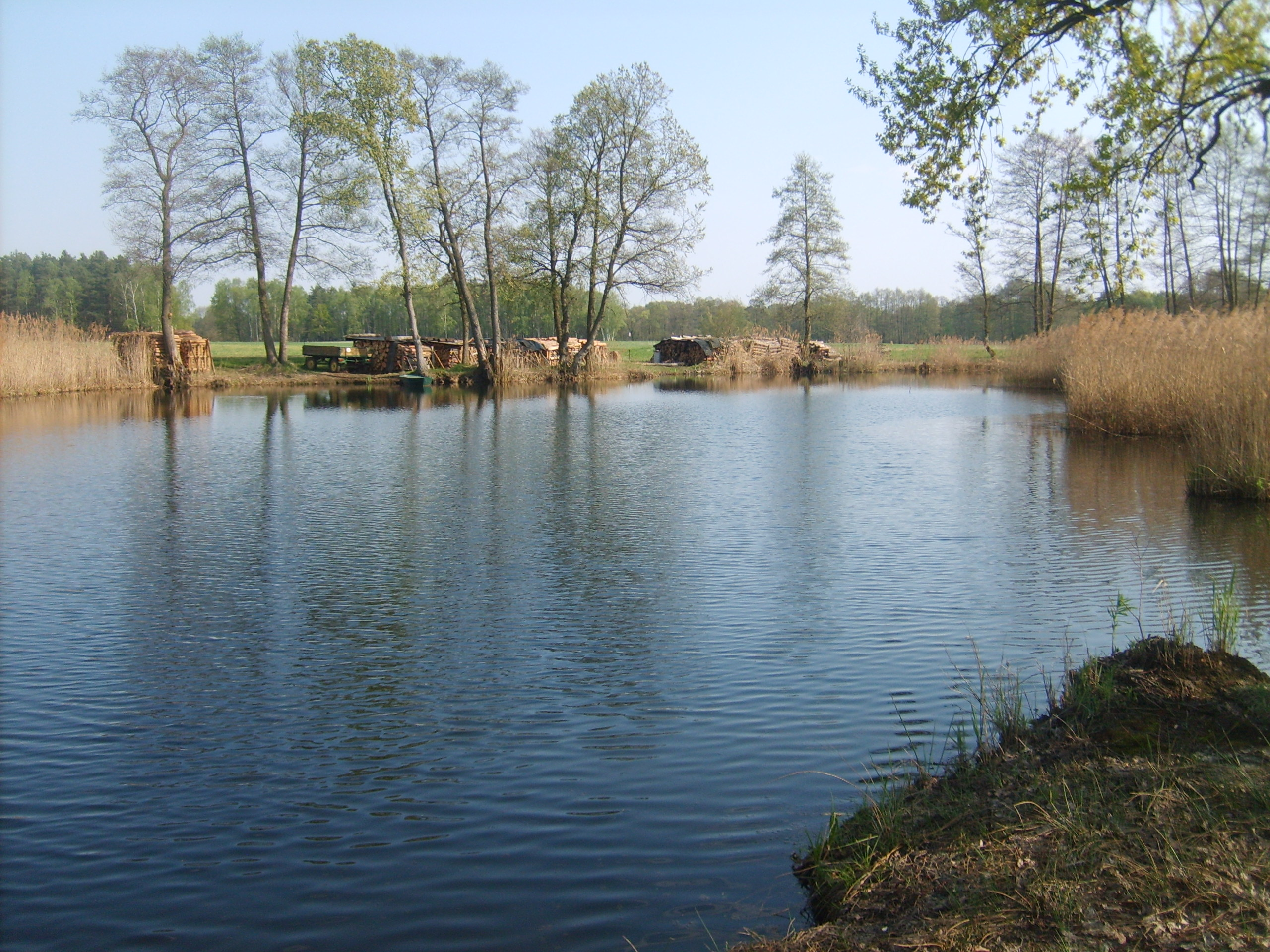
Altarm der Schwarzen Elster bei Zeischa

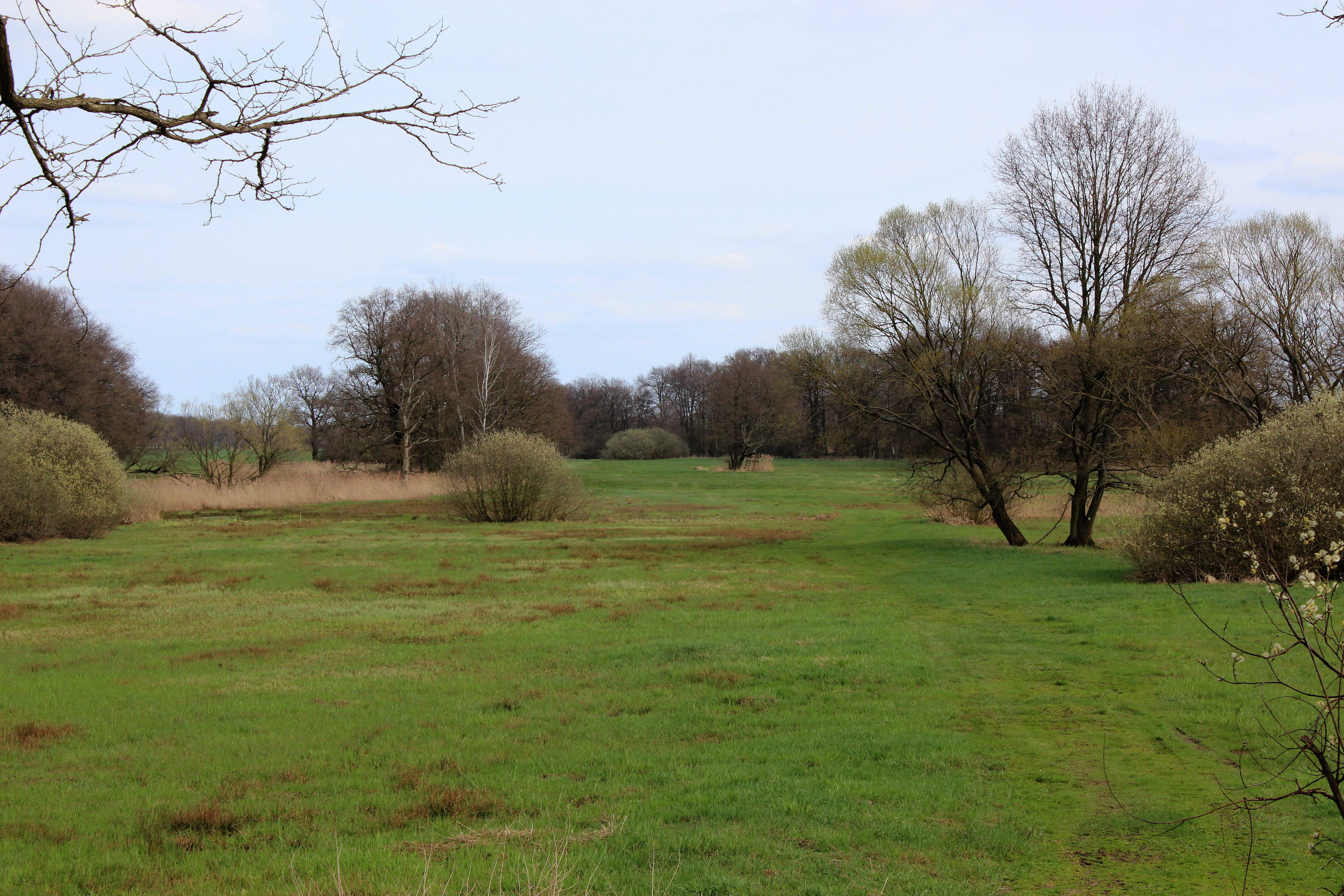
Auenlandschaft im Naturschutzgebiet Alte Röder

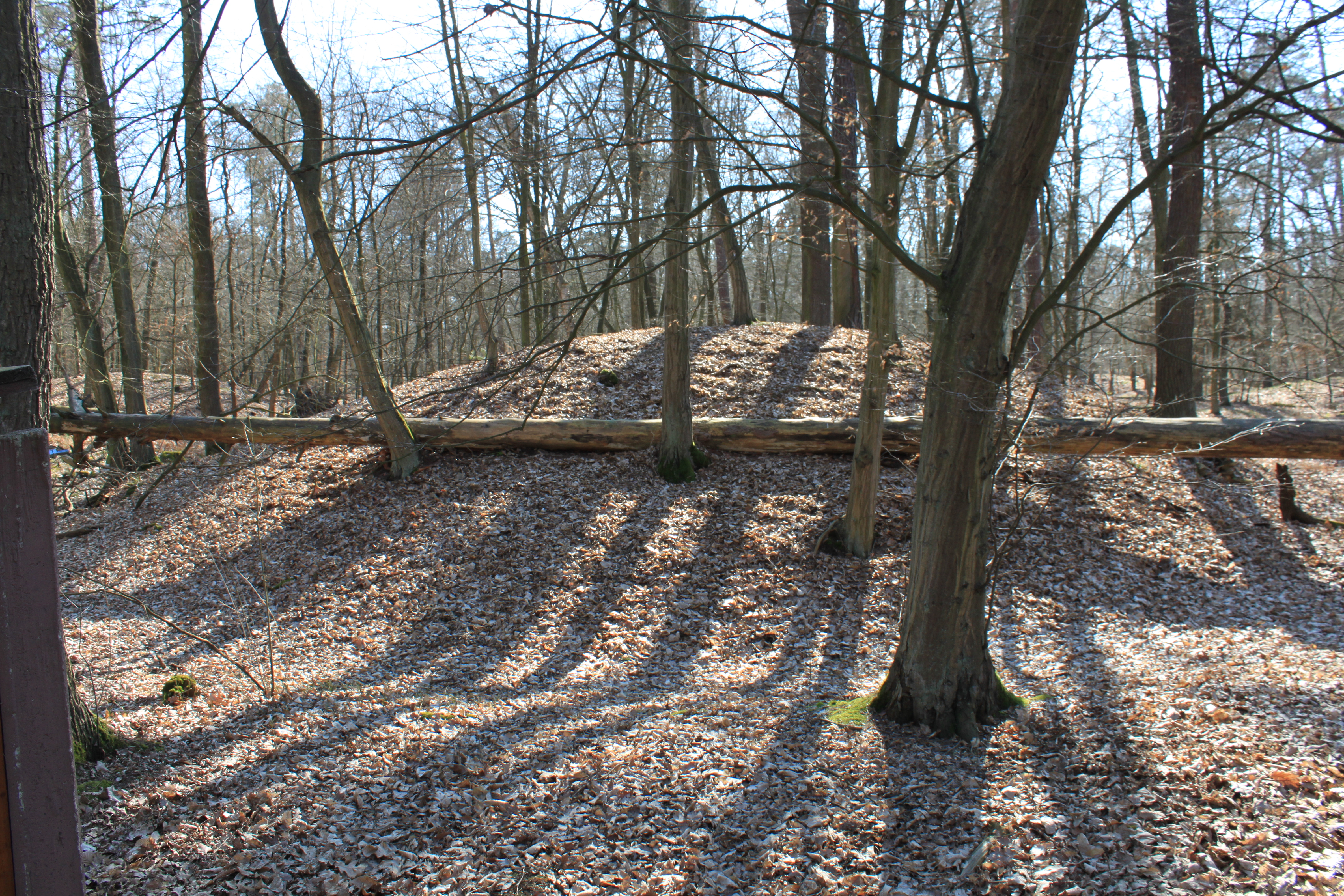
Im Naturschutzgebiet Schweinert befindet sich eines der bedeutendsten bronzezeitlichen Hügelgräberfelder Mitteleuropas

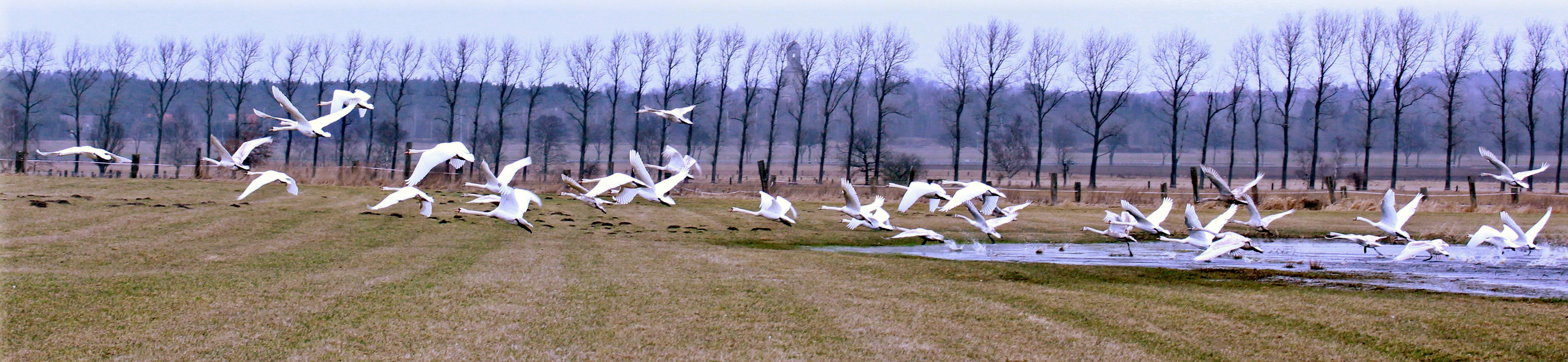
Fliegende Höckerschwäne im Landschaftsschutzgebiet Elsteraue bei Kahla

Die Schwarze Elster durchfließt die folgenden naturräumlichen Haupteinheitengruppen:
- D10 Elbe-Mulde-Tiefland
- D24 Oberlausitzer Heidelandschaft

### Biotoptypen der Flussaue
Weicholz- und Hartholzauwälder sind die bestimmenden Biotoptypen an der Schwarzen Elster. Die meisten dieser Flächen wurden jedoch infolge von Deichbaumaßnahmen vom Fluss abgetrennt. Davon wurden einige als Schutzgebiete ausgewiesen.

### Großschutzgebiete

#### Europäische Vogelschutzgebiete
Als Europäisches Vogelschutzgebiet bezeichnet man Schutzgebiete, die auf Grund der im Art. 4 (1) der Vogelschutzrichtlinie 1979 angelegt wurden. Zusammen mit den Schutzgebieten nach der FFH-Richtlinie bilden die besonderen Vogelschutzgebiete den europaweiten Biotopverbund des Schutzgebietsnetzwerks Natura 2000.
Eine Reihe von besonders gefährdeten oder schutzwürdigen Arten ist im Anhang I dieser Richtlinie aufgelistet. Die Mitgliedstaaten, welche die Richtlinie unterzeichnet haben, sind verpflichtet, die zur Erhaltung dieser Arten geeignete Schutzgebiete auszuweisen.
Ausgewiesene Schutzgebiete an der Schwarzen Elster sind:
- das EU SPA Mündungsgebiet der Schwarzen Elster
- sowie das EU SPA Vogelschutzgebiet Annaburger Heide

#### Naturschutzgebiet
In dieser Schutzgebietskategorie sind folgende Gebiete am Fluss ausgewiesen:
- Naturschutzgebiet Alte Röder bei Prieschka
- Naturschutzgebiet Schweinert
- Naturschutzgebiet Alte Elster und Rieke
- Naturschutzgebiet Alte Elster und Rohrbornwiesen
- Naturschutzgebiet Schwarze Elster-Kuhlache
- Naturschutzgebiet Untere Schwarze Elster

#### Landschaftsschutzgebiet
Die in dieser Schutzgebietskategorie ausgewiesenen Gebiete am Fluss um Bad Liebenwerda  wie das Landschaftsschutzgebiet (LSG) Elsteraue und Teichlandschaft wurden zum Teil schon in den 1960er Jahren eingerichtet. Weitere LSG sind:
- Elsterniederung und westliche Oberlausitzer Heide zwischen Senftenberg und Ortrand
- Elsteraue zwischen Herzberg und Übigau
- Elsteraue[36][37]

#### Fauna-Flora-Habitat-Richtlinie der EU
Diese Schutzgebietskategorie soll den Vorrang der Natur vor verschiedenen Nutzungsinteressen gewährleisten und ist dem Gedanken an einen Biotopverbund verpflichtet. Die FFH-Gebiete entlang der Schwarzen Elster sind oft deckungsgleich mit schon ausgewiesenen anderen Schutzgebietskategorien. Ausgewiesene Schutzgebiete sind:
- das FFH-Gebiet Mittellauf der Schwarzen Elster
- das FFH-Gebiet Untere Schwarze Elster
- das FFH-Gebiet Kuhlache und Elsteraue bei Jessen
- das FFH-Gebiet Gewässersystem Annaburger Heide südöstlich Jessen
- das FFH-Gebiet Alte Elster und Rohrbornwiesen bei Premsendorf
- das FFH-Gebiet Schwarze Elster oberhalb Hoyerswerda[38][39]

#### Naturdenkmale
Das Hammer-Luch bei Löben ist ein als Flächenhaftes Naturdenkmal ausgewiesenes Gebiet eines Altarmes des Flusses nahe der Ortschaft Löben. Weitere Naturdenkmale am Fluss sind:
- Stieleiche bei Frauenhorst
- Stieleiche in Bad Liebenwerda an der Elsterbrücke
- Winterlindenallee Bad Liebenwerda auf dem rechten Deich der Schwarzen Elster
- Eichen-Linden-Allee in Elsterwerda auf dem rechten Deich der Schwarzen Elster
- Stieleiche Plessa in der Nähe der Elstermühle an der Schwarzen Elster
- Wildbirne in der Annaburger Heide[41][42]

Die Elsterquelle am Sauloch bei Kindisch ist ebenfalls als Naturdenkmal ausgewiesen (Liste der Naturdenkmale in Elstra).

### Pflanzen
Im heutigen stark begradigten Flusslauf wachsen durch eine zunehmende Verbesserung der Gewässergüte wieder zahlreiche Wasser- und Uferpflanzen. Noch vereinzelt vorhandene intakte Altgewässer haben sich zu einem Refugium für geschützte Pflanzenarten entwickelt. Während im Flusslauf meist Röhricht, Rohrkolben oder auch Wasserpest zu finden sind, haben Arten wie Wassernuss, Krebsschere und Froschbiss die Altarme besiedelt. Weitere erwähnenswerte geschützte Pflanzenarten am Fluss und seinen Altarmen sind:

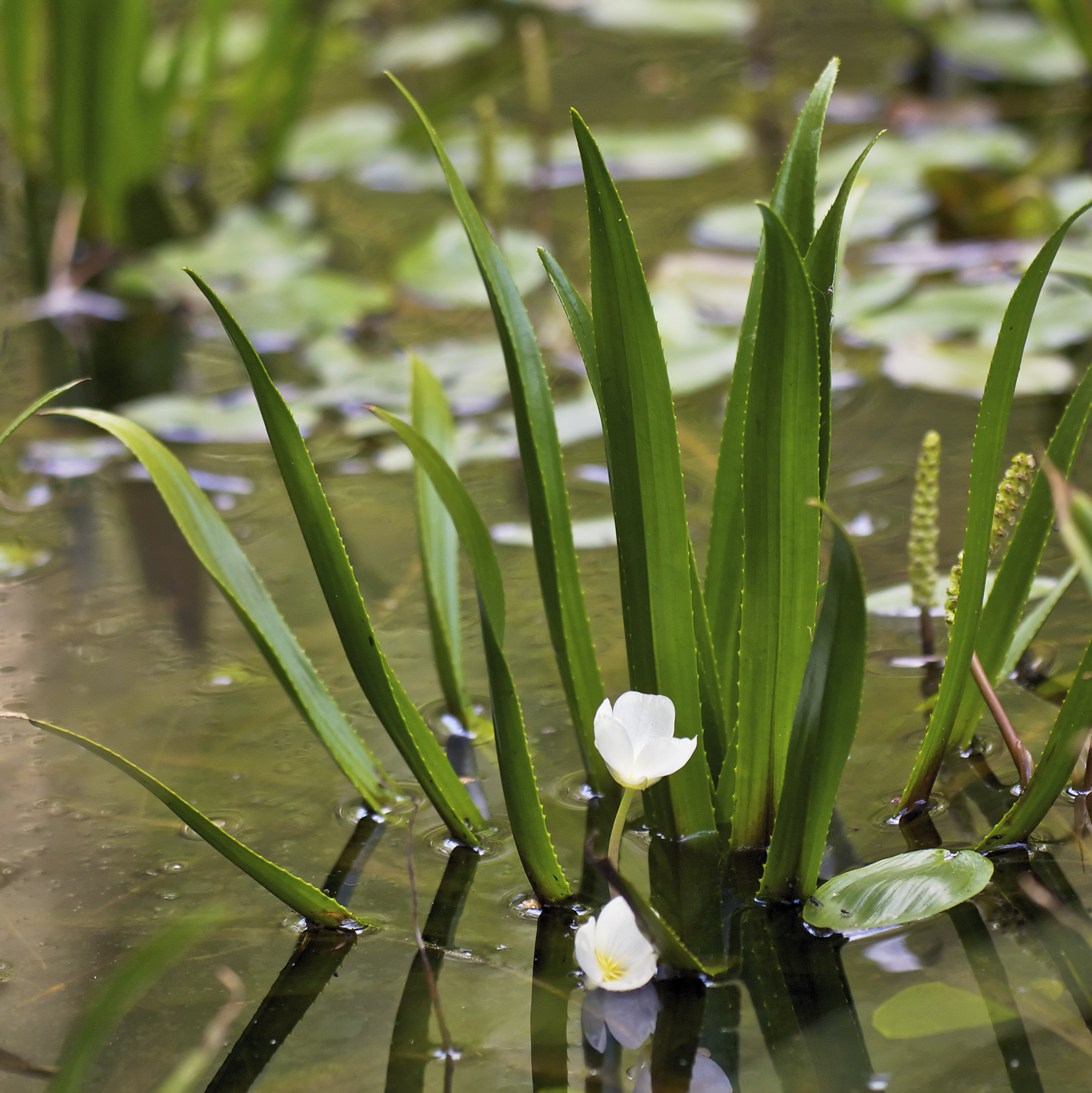
Krebsschere

- Essig-Rose
- Wasserhahnenfuß
- Kuckucks-Lichtnelke
- Bruch-Weide
- Silberweide
- Mandel-Weide
- Stieleiche
- Einfacher Igelkolben
- Gewöhnliches Pfeilkraut
- Sumpf-Wolfsmilch
- Schwarz-Erle

### Tiere

#### Säugetiere

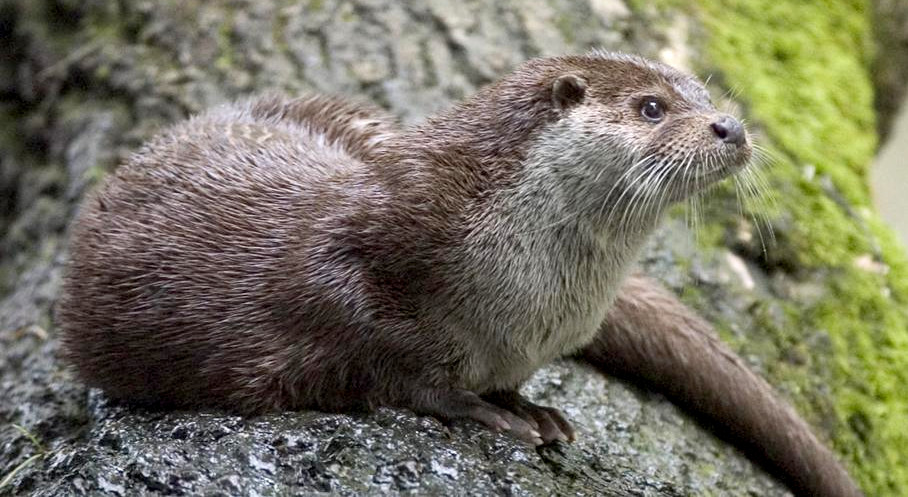
Fischotter

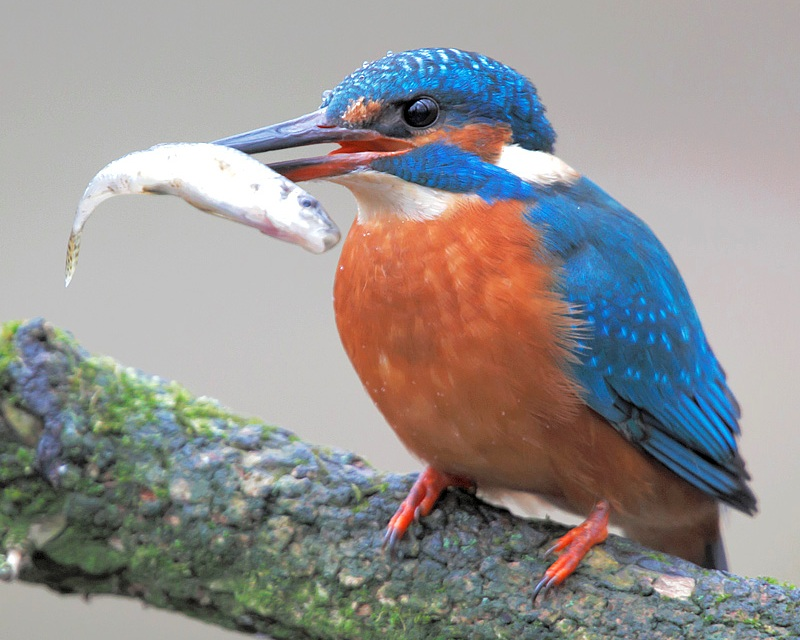
Eisvogel mit Beute

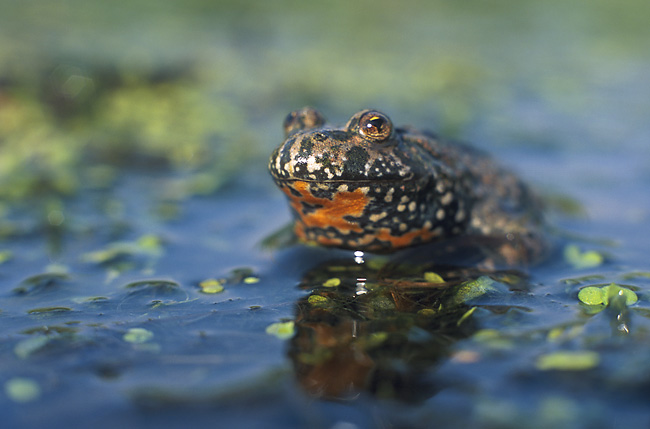
Rotbauchunke

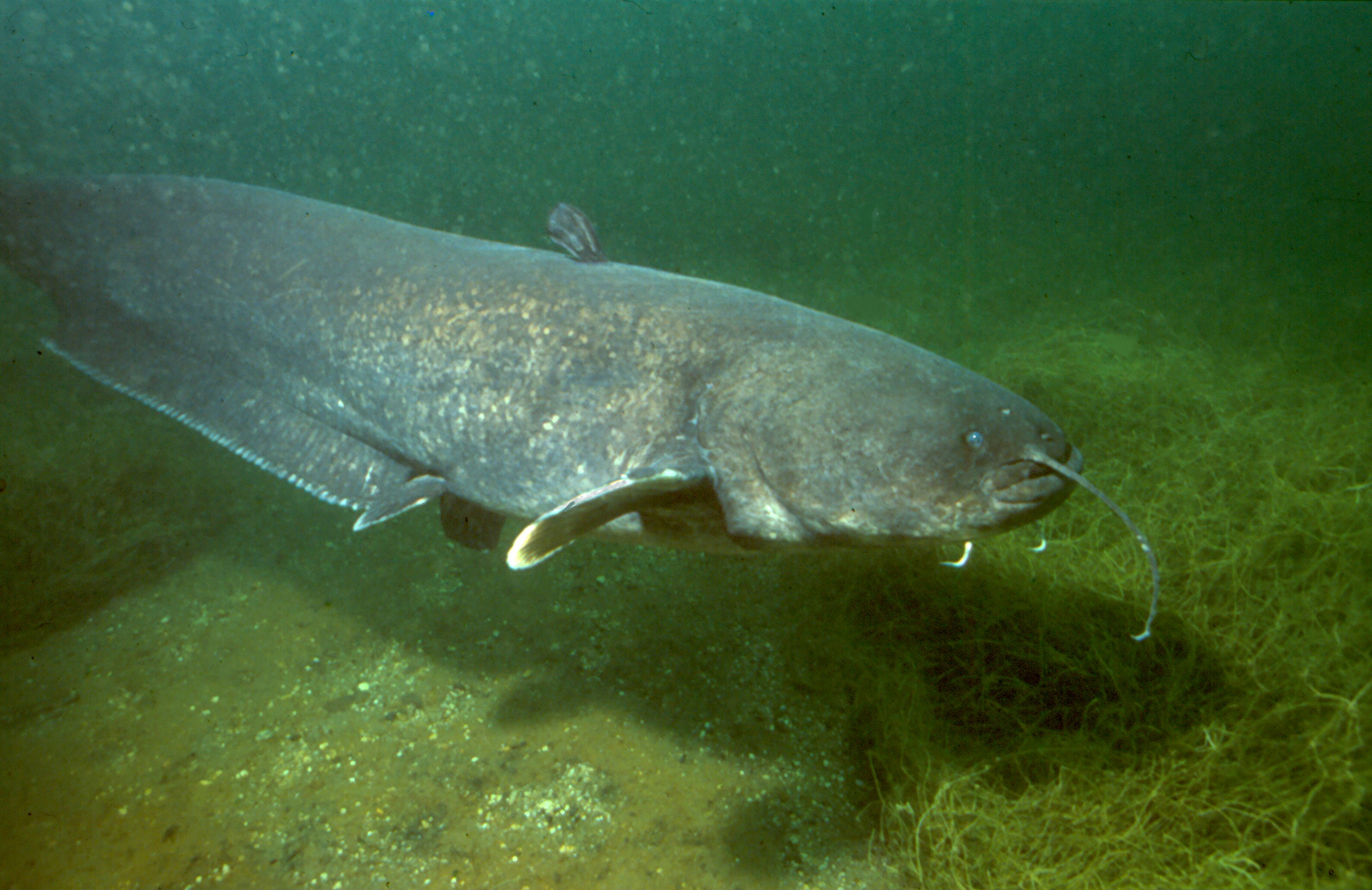
Europäischer Wels

Erwähnenswerte Säugetierarten an der Schwarzen Elster sind der Fischotter und der Elbebiber (Castor fiber albicus Matschie); dank intensiver Schutzmaßnahmen erhält sich dessen Bestand heute wieder selbst. Die Neozoen Waschbär, Mink und Nutria haben den Fluss und seine Nebengewässer als Lebensraum entdeckt.

#### Vögel
An der Schwarzen Elster, ihren Altarmen und den verbliebenen Auen haben sich trotz der weitreichenden Begradigungsmaßnahmen einige seltene Arten erhalten. Dazu zählen der Eisvogel und die Rohrweihe. Die Auen, die in der Annaburger Heide am Fluss liegen, werden von Kranichen als Brutplatz genutzt. Auch Seeadler und Wespenbussard wurden in der Vergangenheit als Nahrungsgäste nachgewiesen. Weißstörche sind besonders in den Ortschaften am Fluss als Brutvögel bekannt.

#### Amphibien und Reptilien
Mehrere der in Deutschland heimischen Lurche und Kriechtierarten sind am Fluss heimisch. Besonders erwähnenswert sind die Rotbauchunke und die Zauneidechse. Die besonders geschützte Rotbauchunke ist auf einen Lebensraum mit wechselnden Wasserständen angewiesen. Dies wird jedoch nur noch an wenigen Altgewässern am Fluss durch eine Anbindung zum heutigen Hauptverlauf erreicht. Weitere Arten sind der Moorfrosch, die Wechselkröte/Kreuzkröte sowie der Laubfrosch, der im Jahr 2008 zum Lurch des Jahres gewählt wurde.

#### Fischbestand
Bis zur Mitte des 19. Jahrhunderts galt die Schwarze Elster als ertragreichster Fluss Mitteleuropas. Durch einen stark mäandernden Verlauf bot der Fluss dem Fischbestand sehr viele Laichplätze sowie ausreichend Nahrung und Unterschlupfmöglichkeiten. In einer Veröffentlichung von Max von dem Borne im Jahr 1882 über die Fischereiverhältnisse des Deutschen Reiches, Österreich-Ungarns, der Schweiz und Luxemburgs wird der Fluss als außerordentlich fischreich beschrieben. Neben Forellen im Oberlauf waren typische Wanderfischarten wie Lachs, Aal und Flussneunaugen, aber auch Welse, Karpfen, Barben und andere in großer Zahl heimisch. Beginnend mit der Regulierung wurden viele Krümmungen des Flusses beseitigt und abgetrennt. Gleichzeitig sorgte eine vermehrte Einleitung von Industrieabwässern für schlechtere Lebensbedingungen. Da sich diese Entwicklung in der DDR bis zur politischen Wende fortsetzte, konnten im Unterlauf zeitweise keine Fische mehr festgestellt werden. Mit einer Verbesserung der Wasserqualität, beginnend in den 1990er Jahren, wurden erste Bestandsaufnahmen im Mündungsbereich sowie im Unterlauf durchgeführt. 1992 konnten 16 verschiedene Fischarten in diesen Bereichen nachgewiesen werden. Der positive Entwicklungstrend setzte sich fort, sodass in den Jahren 1998 und 2002 bereits 26 verschiedene Arten im Unterlauf festgestellt werden konnten. Darunter waren unter anderem Aal, Rapfen, Wels, Quappe, Döbel, Barbe, Hecht, Zander und Schleie. Schadstoffuntersuchungen an den Fischen konnten in keinem Fall eine Überschreitung der zulässigen Höchstmengen nachweisen, sodass gefangene Fische als verzehrfähig gelten.

## Unterschiedliche Längenangaben
Wie auch bei anderen Fließgewässern kann die Angabe der Flusslänge variieren. Die Schwarze Elster war im Laufe der Zeit oft von Regulierungsmaßnahmen betroffen, zum Beispiel von umfangreichen Begradigungen im 19. Jahrhundert oder vom Braunkohleabbau. Durch diese Maßnahmen wurde ihr Flussbett oft massiv verändert und verlegt, was auch Einfluss auf ihre Länge zur Folge hatte.